# 王霈霖
王霈霖（?—?），贵州贵阳人，清朝政治人物、同進士出身。
乾隆四十三年（1778年）戊戌科進士，三甲八十名，官湖北長樂縣知縣。